# Normandy Park
Normandy Park é uma cidade localizada no estado norte-americano de Washington, no Condado de King.

## Demografia
Segundo o censo norte-americano de 2000, a sua população era de 6392 habitantes.
Em 2006, foi estimada uma população de 6228, um decréscimo de 164 (-2.6%).

## Geografia
De acordo com o United States Census Bureau tem uma área de 17,2 km², dos quais 6,4 km² cobertos por terra e 10,8 km² cobertos por água.

## Localidades na vizinhança
O diagrama seguinte representa as localidades num raio de 8 km ao redor de Normandy Park.